# Камеральные науки
Камеральные науки, или камералистика, — термин, в настоящее время вышедший из употребления. В XVIII—XIX веках обозначалась совокупность знаний, необходимых для управления государственными имуществами.
Потребность в специалистах по управлению государственными имуществами привела к созданию в Германии в XVIII веке камеральных факультетов с кафедрами камеральных наук или камеральной науки, камералистики (нем. Kameralwissenschaft, Cameralia). Главной целью было изучение способов извлечения наибольшего дохода из государственных имуществ. Для этого помимо изучения собственно камералистики (экономика, аудит, финансы) изучались и практические науки (сельское хозяйство, лесоводство, горное дело, торговля и т. п.)

Уже с первых десятилетий XIX века в России начинает ощущаться явная нехватка людей, нужных для решения задач государственного управления. Ещё в августе 1821 года император Александр I, указывая М. М. Сперанскому на причины неудач своей преобразовательной деятельности, говорил ему «о недостатке способных и деловых людей не только у нас, но и везде».
— (Семёнов Н.Ю. «Об особенностях государственной власти в России»)
В Петербургском университете камеральное отделение юридического факультета, для «приготовления людей, способных к службе хозяйственной или административной», было открыто с 1843 года и в него вошли предметы читавшиеся на юридическом и философском факультетах. В состав предметов преподавания вошли: а) из наук юридических — государственное право европейских держав (отдел общенародного правоведения), государственные учреждения Российской империи, законы о благоустройстве и благочинии; б) из предметов историко-филологического факультета — политическая экономия и статистика, в) из предметов физико-математического факультета — естественная история, технология, агрономия и архитектура. В виде дополнительных предметов студенты обязаны были слушать русские гражданские и уголовные законы, всеобщую и отечественную историю и один из новейших языков. На камеральном факультете университета учились: статистик Артур фон Бушен, экономист Б. Ф. Калиновский, директор Департамента Торговли и Мануфактур Министерства Финансов А. Б. Бер, энтомологи С. М. Сольский и Ф. П. Кёппен, химик Н. Н. Соколов, петрашевец И. М. Дебу, писатель и публицист Г. П. Данилевский, поэт И. Г. Чавчавадзе, физиолог К. А. Тимирязев .
Подобные отделения камеральных наук существовали ещё в Казанском и Харьковском университетах, в Ришельевском лицее. Их известные выпускники: профессор права В. А. Лебедев, барон Ф. Ф. Розен, философ Н. Н. Фёдоров, химик В. В. Марковников .

Камеральный факультет дал мне основы для изучения и понимания явлений в области экономической и промышленной, чего совершенно не дал бы мне факультет естественный, и этими основами мне нередко приходилось пользоваться.
— Владимир Васильевич Марковников
По университетскому уставу 1863 года, камеральные отделения юридических факультетов распались на свои составные части: естественные и хозяйственные науки отошли в исключительное ведение факультетов физико-математических, а государственные науки образовали отдел юридического факультета в качестве отделения административного.